# Cooper Old Style
Cooper Old Style is een schreeflettertype dat tussen 1919 en 1924 werd ontworpen door Oswald Bruce Cooper voor de letteruitgeverij Barnhart Brothers & Spindler.
Het lettertype is gebaseerd op calligrafische elementen en doet wat denken aan Goudy (Goudy Old Style). De schreven zijn niet uniform, waarbij sommige wat rondingen hebben. De top van de A heeft een zwelling naar links. De Q heeft een slinger als staart aan de bol geplakt net als bij Goudy en de R heeft een opgekrulde neerhaal. De stok van de f en de staart van de j hebben een gelijke vorm en een maken een lichte uitwijking. De staarten van de kleine letters zijn verkort. De schreven van de in italic genoteerde kleine letters h, k, m en n zijn ook typisch gekruld en hangen een beetje door de basislijn.